# Vittore di Xanten
San Vittore di Xanten (fl. III secolo) è stato un militare romano venerato come santo e martire dalla Chiesa cattolica e dalla Chiesa ortodossa.
La tradizione vuole che Vittore fosse un prefetto di una coorte della legione tebana. Egli era strettamente associato con Urso di Soletta e si dice sia stato un parente di santa Verena. Scampato all'eccidio della legione tebea, trovò la morte anni dopo. Fu giustiziato per decapitazione nell'anfiteatro di Castra Vetera (oggi Xanten, in Germania) per essersi rifiutato di sacrificare agli dèi romani.
Di lui si conserva una Passio del X secolo. Le sue presunte ossa sono conservate in un prezioso reliquiario del XII secolo che oggi è incorporato nell'altare maggiore del duomo di Xanten. La sua festa ricorre il 10 ottobre.

## Galleria d'immagini

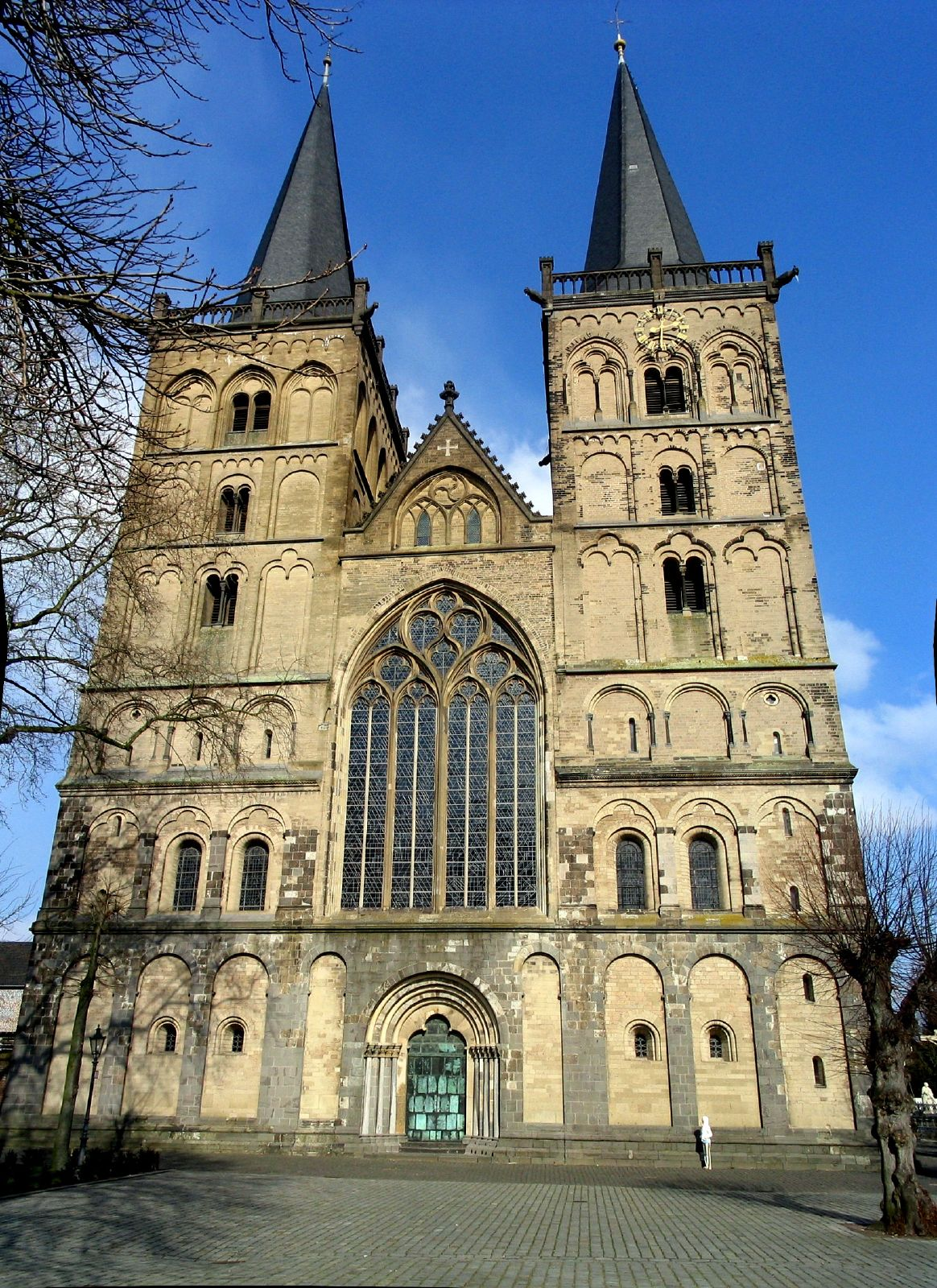
Facciata del duomo di San Vittore a Xanten
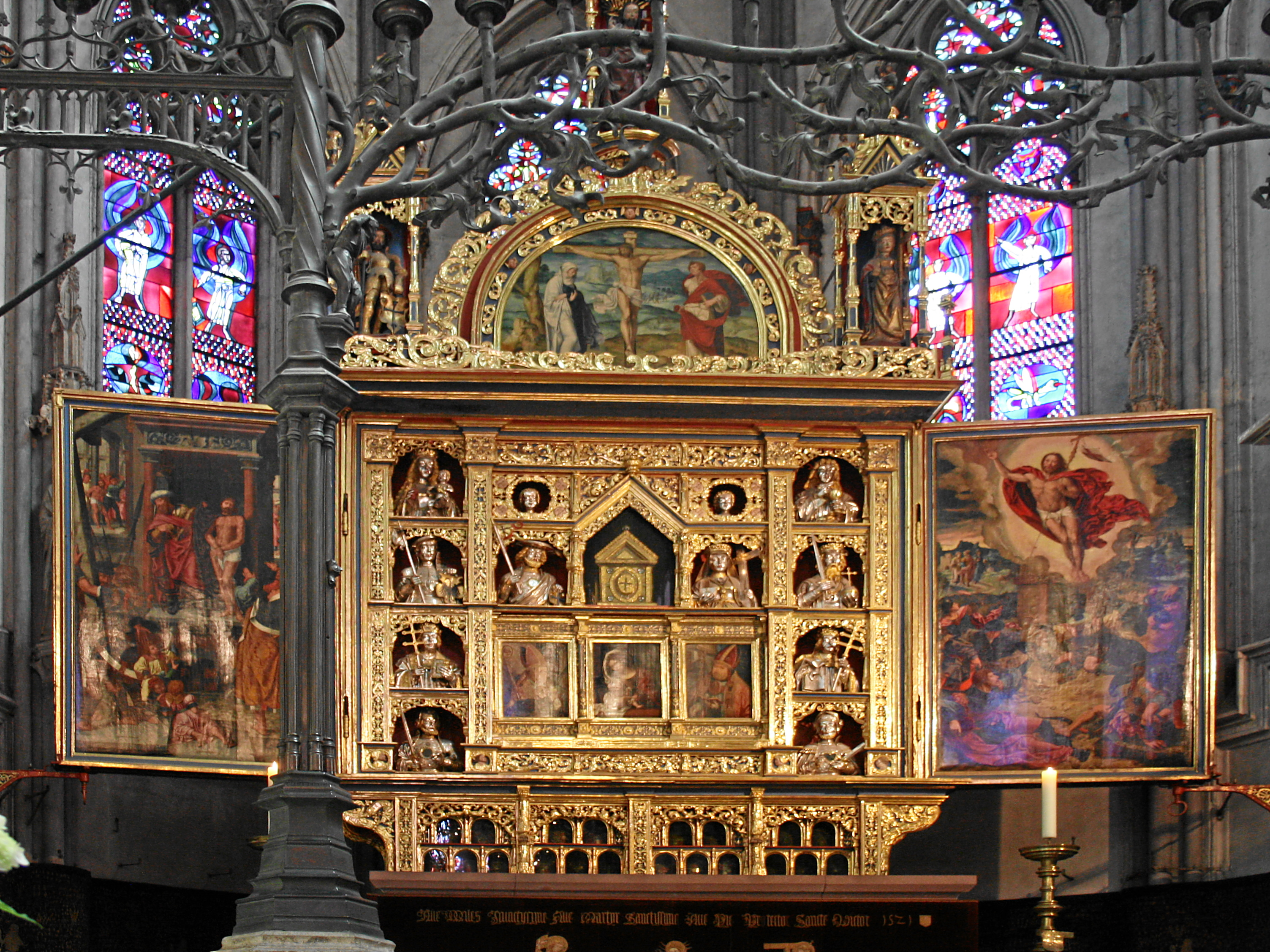
L'altare di San Vittore: al centro è posto il reliquiario con le spoglie del santo